# Achelináda
Achelináda är en ort i Grekland.   Den ligger i prefekturen Trikala och regionen Thessalien, i den centrala delen av landet, 260 km nordväst om huvudstaden Aten. Achelináda ligger 1 139 meter över havet och antalet invånare är 175.
Terrängen runt Achelináda är huvudsakligen kuperad. Achelináda ligger uppe på en höjd. Runt Achelináda är det glesbefolkat, med 14 invånare per kvadratkilometer. Närmaste större samhälle är Verdikoússa, 10,0 km sydost om Achelináda. Omgivningarna runt Achelináda är en mosaik av jordbruksmark och naturlig växtlighet.